# العصابة (فلم)
العصابة فيلم دراما مصري  للمخرج هشام أبو النصر عام 1987، من تأليف نبيل غلام. الفيلم من بطولة أحمد مظهر وسماح أنور وأحمد عبد العزيز، تدور أحداثه حول الطفلة هالة التي تتبناها أسرة لا تنجب وعندما تكبر الطفلة تغار منها الزوجة وتتخلص منها وتلتقي بشاب عائد من حرب أكتوبر.
صدر الفيلم إلى دور العرض المصرية في 16 مارس 1986.
منح موقع قاعدة بيانات الأفلام العربية «السينما.كوم» الفيلم درجة 5.6/ 10.

## طاقم التمثيل
أحمد مظهر: في دور شريف
سماح أنور: في دور هالة
أحمد عبد العزيز: في دور محمود المصري (ضابط بالقوات المسلحة)
مريم فخر الدين: في دور فردوس
أحمد بدير: في دور غريب
سناء يونس: في دور فوزية
نبيل الحلفاوي: في دور الدكتور زكي داوود سليمان
هشام أبو النصر: في دور فهمي
عبد الرحيم حسن: في دور مراد
بالاشتراك مع: فاروق نوح – خالد راشد – أسامة يوسف – عبد العزيز حمدي – مصطفى رجب – سعيد إمام – عماد المصري – عاطف جبران – مراد حلمي – محمد الحديدي.

## أحداث الفيلم
يعرف شريف (أحمد مظهر) وفردوس (مريم فخر الدين) الزوجان الثريان عدم قدرتهم على الإنجاب، وعندما يموت طباخهم إبراهيم يتبنوا ابنته الصغيرة هالة ويقومون برعايتها حتى تشب هالة (سماح أنور) وتغار منها فردوس لقربها من زوجها وحسن معاملته لها ودلالها عليه. تبدأ فردوس في إساءة  معاملتها ثم تطردها من البيت لتقيم في أحد الفنادق.
يعيش محمود المصرى (أحمد عبد العزيز)، العائد من حرب أكتوبر، حياة اللهو والسهر واللا مبالاة. لا ينسى محمود أهوال الحرب حيث أسر وعذب وظن أهله أنه مات فتتركه خطيبته، ويرث اشقائه ميراثه ولكن شقيقه الأكبر فهمى (هشام أبو النصر) رجل الأعمال يقف بجانبه ويساعد. يتعرف محمود على هالة بالفندق ويعجب بها ولكنها تلوذ بالفرار من الفندق دون تسديد الفاتورة، ويقوم محمود بسدادها. تلتقي هالة بشاب خارج من بنك ويحمل حقيبة مسحوباته، ويدعوها إلى منزله وهناك تضع له المخدر في الشراب وتسرق الحقيبة وتختفي، بينما كان هناك من يراقبها وهو غريب (أحمد بدير). تصارح هالة والدها شريف بما فعلت وتسلمه حقيبة النقود حيث يتولى إعادتها لصاحبها. يعرف شريف انها تسرق كنوع من التمرد على المجتمع والانتقام منه. تطرق فوزية (سناء يونس) باب هالة وتحاول التقرب إليها وهي العضوة في عصابة تسعى لضم هالة لهم.  يتناقش محمود مع بعض رواد المقهى حول زيارة الرئيس السادات للقدس ويقول ان العداوة التي مر عليها سنين لن تنمحي في سنه، وهدم الحاجز النفسي مع العدو الإسرائيلي صعبة، وأنه يعاني من آلام نفسية. ينصحه أحد رواد المقهى بزيارة الطبيب النفساني الدكتور زكى داوود سليمان (نبيل الحلفاوى). يجبر غريب هالة على الانضمام للعصابة فتلجأ لمحمود لحمايتها. يكتشف محمود أن غريب والدكتور زكي  ومن دله على الدكتور عصابة صهيونية للتجسس. يخطف غريب هالة ويريد أن يتزوجها لضمان انضمامها للعصابة. يجمع محمود مع زملائه السابقين في حرب أكتوبر لمهاجمة العصابة وإنقاذ هالة في يوم زواج غريب بها. تدور معركة بين الطرفين وتصاب هالة في المعركة في نفس لحظة وصول السادات للقدس وتقول هالة لمحمود وهي مشرفة على الموت عليكم أن تطاردوا العصابة في كل مكان بالبلد ولا تجعلوا أي غريب يفرق بينكم.

## وصلات خارجية
- مقالات تستعمل روابط فنية بلا صلة مع ويكي بيانات
- العصابة على الدهليز